# 10031 Vladarnolda
10031 Vladarnolda este un asteroid din centura principală de asteroizi.

## Descriere
10031 Vladarnolda este un asteroid din centura principală de asteroizi. A fost descoperit pe 7 septembrie 1981 la Observatorul de Astrofizică din Crimeea de Liudmila Karacikina. Asteroidul prezintă o orbită caracterizată de o semiaxă mare de 2,59 ua, o excentricitate de 0,20 și o înclinație de 12,9° în raport cu ecliptica.